# Паламед (бриг)
«Паламед» — бриг Черноморского флота Российской империи, первый из трёх бригов одноимённого типа построенных в Николаеве. Находился в составе флота с 1839 по 1848 год, во время несения использовался в качестве учебного и крейсерского судна, совершал плавания в Греческий Архипелаг и принимал участие в операциях флота у кавказского побережья. 13 (25) января 1848 года разбился в Чёрном море у Новороссийска.

## Описание судна
Парусный деревянный бриг, первый из трёх бригов одноимённого типа строившихся в Николаеве с 1837 по 1845 год. Длина судна составляла 30,9 метра, ширина — 9,8 метра, осадка — 4,2 метра, а глубина интрюма — 5 метров. Артиллерийское вооружение брига состояло из 18 орудий, включавших шестнадцать 24 фунтовых карронад и и две 8-фунтовые пушки.

## История службы
Бриг «Паламед» был заложен 4 (16) октября 1837 года на стапеле Николаевского адмиралтейста и после спуска на воду 5 (17) сентября 1839 года вошёл в состав Черноморского флота России. Строительство вёл кораблестроитель поручик Кириллов.
В кампании 1840 и 1841 годов выходил в практические плавания в Чёрное море в составе отрядов и эскадр кораблей Черноморского флота.
В 1842 году перешёл из Севастополя в Греческий Архипелаг, в течение кампаний 1842—1843 годов находился в распоряжении русского посланника в Греции и совершал плавания в Средиземном море.
В 1844 и 1845 годах вновь находился в составе практических отрядов и эскадр в Чёрном море, а также выходил к берегам Абхазии.
В кампанию 1846 года в составе отряда контр-адмирала П. С. Нахимова принимал участие в действиях Черноморского флота у берегов Кавказа. 20 мая (1 июня) 1846 года на параллели форта Лазаревский в 9 милях от берега взял в плен двухмачтовую чектырму контрабандистов. В связи со штилем экипажу контрабандистов удалось на шлюпке уйти на берег, а на борту захваченной чектырме находилась соль, одно чугунное орудие, ядра и порох к нему. 19 июня (1 июля) в составе того же отряда совместно с корветом «Пилад» находился в крейсерстве в районе того же форта. Во время плавания при тихом ветре в 7 милях от берега экипажи кораблей заметили три контрабандных судна. В погоню за контрабандистами с брига и корвета были направлены вооружённые гребные суда. Одно из контрабандных судов, лучшее в ходу, ушло и выбросилось на берег, два других были атакованы гребными судами, однако, имея хорошее вооружение, отчаянно отбивались. Потратив все боеприпасы, но не сумев захватить контрабандистов, гребные суда возвратились к своим кораблям. Контрабандистже на своих судах достигли берега у местечка Вардан, где все же были разбиты ядрами с корвета и брига. Рассмотрев реляцию о ходе сражения командир отряда контр-адмирал П. С. Нахимов в приказе указал: «… нахожу, что главное упущено из виду, а именно: нанесши значительный вред орудиями гребных судов контрабандистам, должно было броситься на абордаж и взять их. Конечно, потеря офицеров и людей могла быть значительнее, но честь и слава остались бы не укоризненны».
В 1847 году вновь выходил в практические плавания в Чёрное моря, а в конце года прибыл в Новороссийск, где вошёл в состав отряда судов Абхазской экспедиции.
13 (25) января 1848 года находился на Новороссийском рейде, где был застигнут борой. Во время шторма сорван с якоря, выброшен на берег и разбился. Во время кораблекрушения погибли 5 членов экипажа, остальным удалось спастись, однако многие из выживших получили обморожения рук и ног.

## Командиры брига
Командирами брига «Паламед» в составе Российского императорского флота в разное время служили:
- капитан-лейтенант Ф. Д. Бартенев (1840—1845 годы)[7];
- капитан-лейтенант И. И. Вердеман (с 1846 года до 13 (25) января 1848 года)[8].

### Комментарии
1. ↑  101 фут[1].
2. ↑  32 фута[1].